# سعد الدين الهلالي
سعد الدين مسعد أحمد حسن هلالي (مواليد 1954 -) أستاذ مصري في جامعة الأزهر.  تدرج في سلم التعليم الابتدائي العام من عام 1960 ثم انتقل إلى التعليم الإعدادي بالأزهر عام 1965، ثم الثانوي بالأزهر، ثم التحق بكلية الشريعة والقانون بالقاهرة عام 1973، وتخرج منها 1978، وعين بها معيداً   سنه 1979 وتدرج في سلم وظائفها حتى الأستاذية.